# SOS Kinderdorpen

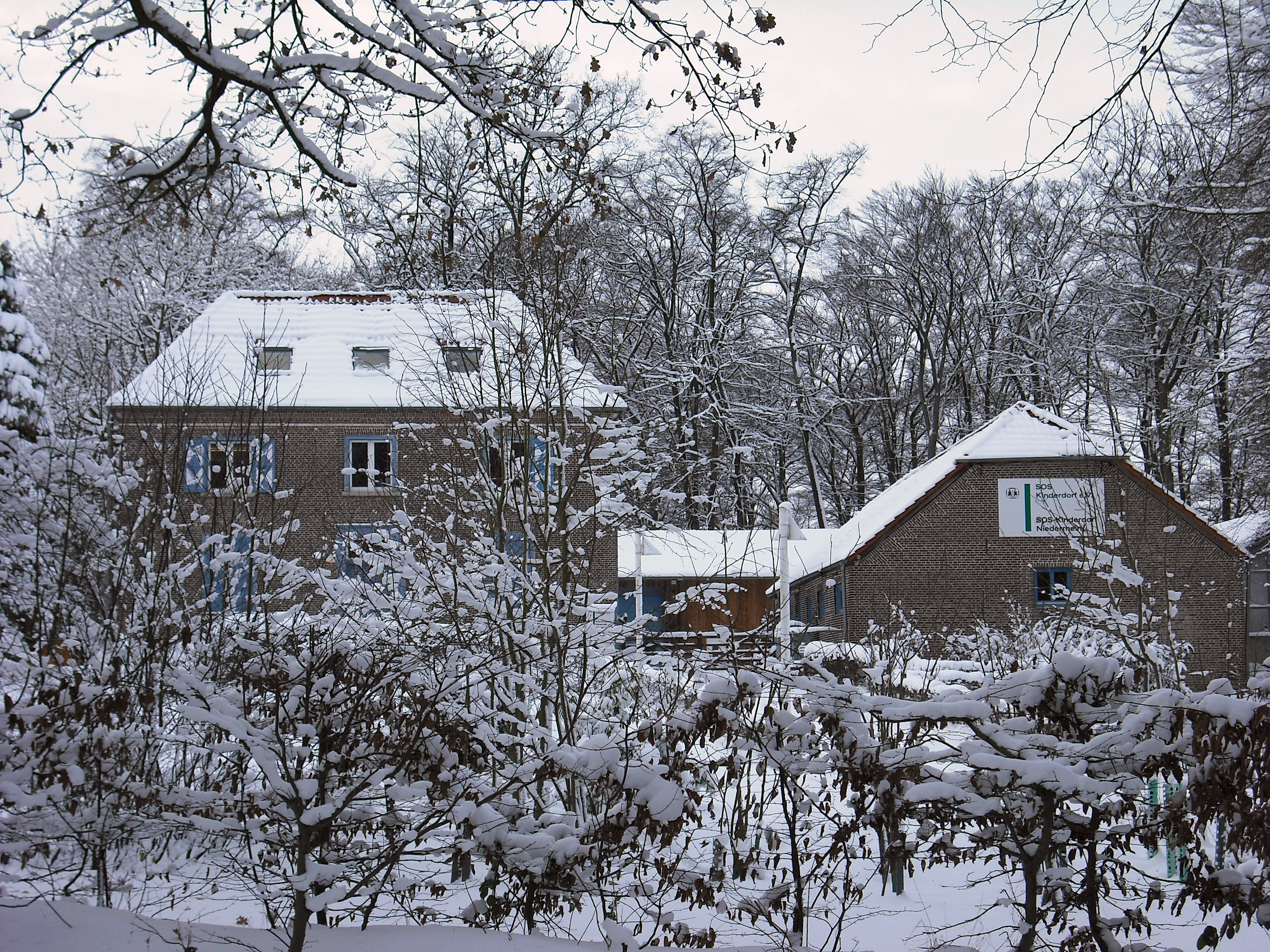
Een SOS Kinderdorp in Donsbrüggen, Duitsland

SOS-Kinderdorf International, in het Nederlands SOS Kinderdorpen, is een wereldwijde kinderontwikkelingsorganisatie die in 1949 werd opgericht. 
De organisatie stelt zich als voornaamste missie het versterken en creëren van families voor kinderen die geen ouders of veilig thuis hebben, zodat zij zich kunnen ontwikkelen tot zelfstandige volwassenen die verantwoordelijkheid nemen voor zichzelf en anderen. Centraal staat de gedachte dat de ontwikkeling van kinderen een voorwaarde is voor een betere toekomst, en dat de liefde van een familie de belangrijkste basis is voor een kind om zich te kunnen ontwikkelen.

## Geschiedenis
SOS-Kinderdorf International werd in 1949 opgericht door de Oostenrijkse jeugdwelzijnswerker Hermann Gmeiner. Gmeiner was zelf 5 jaar oud toen zijn moeder stierf. Zijn 16-jarige zus Elsa nam vanaf dat moment de zorg over voor haar jongere broertjes en zusjes. Na de Tweede Wereldoorlog werd Gmeiner als jeugdwelzijnswerker geconfronteerd met de vele oorlogswezen en dakloze kinderen in Europa, waarna hij besloot om hen te blijven helpen. Na de opening van het eerste kinderdorp in het Oostenrijkse Imst in 1949, volgden wereldwijd vele andere kinderdorpen en programma’s.
De Nederlandse tak van de organisatie werd in 1965 opgericht door mevrouw dr. ir. M.M.Y. Meyer-Praxmarer. SOS Kinderdorpen Nederland geeft voorlichting over het wereldwijde werk en werft fondsen om dit werk mogelijk te maken.
De organisatie is veertien maal genomineerd voor een Nobelprijs en ontving in 2002 de Conrad N. Hilton Humanitarian Prize.

## Projecten
SOS Kinderdorf International heeft ruim 2000 programma's in 133 landen, die er primair op gericht zijn kinderen zonder ouders of veilig thuis een stabiele familiesituatie te bieden, naast andere vormen van hulp en ondersteuning.

## Lijst van ambassadeurs
In Nederland zijn Jan Smit, Ruud van Nistelrooij, Yvonne van Gennip, Hans van Breukelen, Anky van Grunsven, Henk Savelberg, Gerda Havertong, Annemarie van Gaal, Kim Gevaert, Vincent Kompany, Ronny Mosuse, Kim-Lian van der Meij, Kim Clijsters en Jochem Van Gelder ambassadeurs voor SOS Kinderdorpen. In februari 2017 werd bekend dat Martin Garrix zich als 'vriend van' zou gaan inzetten voor de hulporganisatie.